# Myddle
Myddle – wieś w Anglii, w hrabstwie Shropshire. Leży 13 km na północ od miasta Shrewsbury i 233 km na północny zachód od Londynu.